# Виньё-де-Бретань
Виньё-де-Бретань (фр. Vigneux-de-Bretagne) — коммуна на западе Франции, находится в регионе Пеи-де-ла-Луар, департамент Атлантическая Луара, округ Шатобриан-Ансени, кантон Ла-Шапель-сюр-Эрдр. Расположена в 16 км к северо-западу от Нанта, в 3 км от национальной автомагистрали N165 и 7 км от национальной автомагистрали N137.
Население (2017) — 6 030 человек.

## Достопримечательности
- Шато Ла-Бретоньер XVI-XVIII веков
- Шато Бюрон XIV века
- Шато Буа-Ринью XIX века
- Церковь Святого Мартена второй половины XIX века на месте одноименной средневековой церкви
- Церковь Святой Троицы середины XIX века

## Экономика
Структура занятости населения:
- сельское хозяйство — 2,2 %
- промышленность — 19,7 %
- строительство — 15,0 %
- торговля, транспорт и сфера услуг — 41,4 %
- государственные и муниципальные службы — 21,7 %

Уровень безработицы (2016 год) — 7,9 % (Франция в целом — 14,1 %, департамент Атлантическая Луара — 11,9 %). 

Среднегодовой доход на 1 человека, евро (2016 год) — 25 600 (Франция в целом — 20 809, департамент Атлантическая Луара — 21 548).

## Демография
Динамика численности населения, чел.

## Администрация
Пост мэра Виньё-де-Бретань с 2020 года занимает Венсан Плассар (Vincent Plassard). На муниципальных выборах 2020 года возглавляемый им правый блок одержал победу в 1-м туре, получив 52,86 % голосов.
| Период | Период | Фамилия                    | Партия        | Примечания                            |
| ------ | ------ | -------------------------- | ------------- | ------------------------------------- |
| 1971   | 1989   | Николь Эрсар де ла Виймарк | Разные правые | член Генерального совета департамента |
| 1989   | 2008   | Клод Менаже                | Разные правые | пенсионер                             |
| 2008   | 2014   | Филипп Тротте              | Разные левые  | инженер                               |
| 2014   | 2020   | Жозеф Безье                | Разные правые | столяр-краснодеревщик                 |
| 2020   |        | Венсан Плассар             | Разные правые |                                       |